# Lugaid VI MacConn
Lugaid VI MacConn, znany częściej jako MacCon – legendarny król Munsteru jako Lugaid III MacConn, na wpół legendarny zwierzchni król Irlandii z dynastii Milezjan (linia Itha) w latach 250-253, syn MacNiada mac Lugdach i jego żony Sadb, córki Conna Stu Bitew, zwierzchniego króla Irlandii. Używał przydomka na cześć swego dziadka macierzystego Conna. Według bardziej znanej wersji, przydomek „MacCon” pochodził stąd, że za młodych lat miał zwyczaj karmić brodawką piersiową swego ulubionego charta.
Ojciec MacNiad („Potężny Człowiek” lub „Zwycięzca”), według średniowiecznej irlandzkiej legendy i historycznej tradycji, był wnukiem Daire’a, jednego z dwóch eponimów ludu Dáirine. Ten zaś wywodził się z Corcu Loígde. Lugaid MacConn należał do bocznej linii Itha oraz był w dwudziestym czwartym stopniu potomkiem Itha mac Breogan, należącego do rodu Milezjan. Po śmierci ojca MacNiada, matka ponownie wyszła za mąż. Poślubiła Oiliolla (Aililla) I Oluma, króla Munsteru. Ten zaś stał się od tej pory przybranym ojcem Lugaida. 
W dwudziestym pierwszym roku panowania arcykróla Arta III Aonfera („Samotnika”), wuja Lugaida, doszło do bitwy pod Cennfebrat z synami króla Munsteru Oiliolla I i trzech synów arcykróla Conaire’a II Caema (Cairbre Musc, Cairbre Riada i Cairbre Bascainn) przeciwko druidowi Daderze. W tej bitwie padł Neimid, syn Sroibcinna, król Ernai z Munsteru, Dadera, druid Dáirine. Ten zginął z ręki Eogana, syna Oiliolla. Neimid zaś został zabity przez Cairbre’a Riadę w zemście za śmierć swego ojca. W tej bitwie Lugaid MacConn został raniony w udo przez Cairbre’a Musca. Później wygnano go z Irlandii do Brytanii. Lugaid przebywając na wygnaniu, zawarł przymierze z tutejszym królem, Beinnem Britem.
W trzydziestym roku panowania Arta, Lugaid powrócił do Irlandii z armią cudzoziemców. Następnie wydał bitwę swemu wujowi pod Magh Mucruimhe na terenie Connachtu. W tej bitwie, wraz z arcykrólem Artem III, polegli także jego siostrzeńcy, którzy przybyli z nim przeciwko MacConowi, ich bratu przyrodniemu z tej samej matki. Byli to Eogan Mor (właściwie syn Aine), Dubmerchon, Mugcorb, Lugaid, Eochaid, Diochorb i Tadg; Beinne Brit, król Brytów, był tym, który pokonał ich. Z tego powodu Lugaid Laga, widząc śmierć swych bratanków, zabił Beinne’a. Liogairne Lagnech („o Długich Policzkach”), syn Aengusa Balba, syna Eochaida Finnfotharta, był tym, który własnoręcznie zabił arcykróla Arta III, po tym, jak dołączył do wojsk MacCona.
Lugaid objął opróźniony zwierzchni tron irlandzki. Są rozbieżności w źródłach, co do czasu jego rządów. Roczniki Czterech Mistrzów i Księga najazdów Irlandii („Lebor Gabála Érenn”) podały trzydzieści, Roczniki z Clonmacnoise osiemnaście, zaś O′Flacherty skrócił ten okres do trzech lat rządów. Po trzech latach MacCon został wygnany z Tary przez Cormaca, syna arcykróla Arta, po tym, jak dał fałszywy wyrok na Bennaid, szpitalniczki, której owca nielegalnie pasła się na farbownikach królowej. Lugaid uciekł do rodzinnego Munsteru, by szukać pomocy swych krewnych. Próbował się pojednać ze swym ojczymem Oiliollem I Olumem, ale bez skutku, z powodu zabójstwa Eogana Mora. Oilioll wówczas wysłał poetę Feircisa (Ferchesa), syna Comana Ecesa, po Lugaida, by zemścił za śmierć syna. Feircis, po znalezieniu Lugaida, zabił go włócznią, zwaną rincne. Działo się to przy Gort-an-oir, koło Dearg-rath, w Magh Feimhean. To miejsce jest bliżej wskazane koło fortu Dearg-rath, około sześciu kilometrów na północny wschód od Cahiru w Tipperary. Cormac Ulfada będąc niezdolny do objęcia władzy nad Irlandią, był zmuszony uciec do Connachtu przez króla Ulsteru, Fergusa III Duibdedacha („Czarnozębego”). Ten trzymał tylko przez rok zwierzchni tron irlandzki.

## Rodzina
Lugaid miał siostrę Indecht, pierwszą żonę Cruinda (Cronda) Badrui, króla Dál nAraidi (Ulsteru). Lugaid pozostawił po sobie pięciu synów:
- Aengus Gaifuilech („Krwawe Żądło”), miał dwóch synów:
  - Fergus, przodek rodów O’Reithe (zang. Ram), O’Cobhthaigh (zanglizowane O’Coffey, O’Cowhig, Coffey, Coffy i Coffee), MacNicaill (zapisywane inaczej: MacNiocoil i MacNioclais; zang. MacNichol, MacNicol, Nicholls, Nicholas, MacNicholas, Nicholson, Nicolson, Nicols, Nicson i Nixon); jego potomkiem był św. Beoardh z Ardcarn (wspominany 8 marca)
  - Nathi, przodek rodu O’Edersceoil (zang. O’Driscoll); O’Driscoll Bearra; o”Gasgoine (zang. Gasgoine i Gascoine); jego potomkami byli św. Colum (wspominany 27 lutego), św. Eltin (wspominany 11 grudnia) i św. Mochumna (wspominany 7 czerwca), synowie jego prawnuka Forannana
- Fothad I Cairpthech, przyszły zwierzchni król Irlandii razem z bratem
- Fothad II Airgthech, przyszły zwierzchni król Irlandii, przodek ródów O’Niadh lub O’Neidhe (nazwisko na cześć dziadka MacNiada) w hrabstwie Tipperary (zang. Needham, Neville i Macnie), O’Uaithne (zang. Anthony, Antony, Green i Antonie)
- Duach, przodek rodów Conell, O’Hennessy, McEirc i in.
- Fothad Canaan, przodek rodów O’Laeghaire (zang. O’Leary i Leary); O’Ruis (zang. Rossi Rush); O’Tuaima (zang. Toomey, Tuomey i Twomey); MacAlim lub MacCalum, earlów Argyle; O’Baire (zang. Barry, Barie, Barrie; znormalizowane De Barrie i Du Barri)